# Torneo masculino de béisbol en los Juegos Panamericanos de 2011
El Torneo masculino de béisbol en los Juegos Panamericanos de 2011 se celebró entre el 19 y el 25 de octubre. Todos los juegos tuvieron como sede el Estadio Panamericano de Béisbol localizado en Lagos de Moreno. Contó con la participación de ocho selecciones nacionales. Cada equipo inscribió un máximo de 20 béisbolistas en su plantel.

## Equipos participantes
| Clasificatorias                                                       |
| --------------------------------------------------------------------- |
| Torneo de clasificación de béisbol a los Juegos Panamericanos de 2011 |

| Equipos participantes | Equipos participantes | Equipos participantes | Equipos participantes |
| --------------------- | --------------------- | --------------------- | --------------------- |
| México                | Canadá                | Cuba                  | Estados Unidos        |
| Panamá                | Puerto Rico           | República Dominicana  | Venezuela             |

## Primera ronda
Se dividió en dos grupos con tres jornadas.

### Grupo A
| Pos | Equipo               | JG | JP | PCT   | JV | CA | CP |
| --- | -------------------- | -- | -- | ----- | -- | -- | -- |
| 1   | México               | 3  | 0  | 1.000 | -  | 8  | 5  |
| 2   | Estados Unidos       | 2  | 1  | .666  | 1  | 33 | 5  |
| 3   | República Dominicana | 1  | 2  | .333  | 2  | 12 | 29 |
| 4   | Panamá               | 0  | 3  | .000  | 3  | 7  | 21 |

|  |                                |
|  | Clasificado a las semifinales. |
|  | Disputa juego por el 5° lugar. |
|  | Disputa juego por el 7° lugar. |

- Primera jornada

| Equipo | 1 | 2 | 3 | 4 | 5 | 6 | 7 | 8 | 9 | 10 | 11 | 12 | 13 | C | H | E |
| ------ | - | - | - | - | - | - | - | - | - | -- | -- | -- | -- | - | - | - |
| Panamá | 0 | 0 | 0 | 1 | 0 | 0 | 0 | 0 | 0 | 0  | 0  | 0  | 0  | 1 | 5 | 0 |
| México | 0 | 0 | 0 | 0 | 0 | 0 | 0 | 1 | 0 | 0  | 0  | 0  | 1  | 2 | 7 | 0 |

LG: Rafael Díaz  LP: Yeliar Castro (0-1)  

| Equipo               | 1 | 2 | 3 | 4 | 5 | 6 | 7 | 8  | C  | H  | E |
| -------------------- | - | - | - | - | - | - | - | -- | -- | -- | - |
| Estados Unidos       | 2 | 0 | 0 | 2 | 4 | 0 | 2 | 10 | 20 | 19 | 3 |
| República Dominicana | 0 | 0 | 0 | 0 | 0 | 0 | 2 | x  | 2  | 6  | 2 |

LG: Andrew van Hekken (1-0)  LP: Ysabel Álvarez (0-1)  
HRs:  USA – Jordan Danks (1), James Gosewisch (1), Brett Carroll (1), James Gallagher (1)
- Segunda jornada

| Equipo         | 1 | 2 | 3 | 4 | 5 | 6 | 7 | C  | H  | E |
| -------------- | - | - | - | - | - | - | - | -- | -- | - |
| Panamá         | 0 | 0 | 0 | 0 | 0 | 0 | 0 | 0  | 5  | 1 |
| Estados Unidos | 2 | 0 | 0 | 6 | 1 | 2 | x | 11 | 10 | 0 |

LG: Todd Smyly (1-0)  LP: Eliecer Navarro (0-1)  
HRs:  USA – Brett Carrol (2), Thomas Mendonca (1)
| Equipo               | 1 | 2 | 3 | 4 | 5 | 6 | 7 | 8 | 9 | C | H  | E |
| -------------------- | - | - | - | - | - | - | - | - | - | - | -- | - |
| México               | 1 | 0 | 0 | 2 | 0 | 0 | 0 | 0 | 0 | 3 | 9  | 1 |
| República Dominicana | 0 | 0 | 0 | 1 | 0 | 1 | 0 | 0 | 0 | 2 | 11 | 1 |

LG: Walter Silva (1-0)  LP: Runelvys Hernández (0-1)  

- Tercera jornada

| Equipo               | 1 | 2 | 3 | 4 | 5 | 6 | 7 | 8 | 9 | C | H  | E |
| -------------------- | - | - | - | - | - | - | - | - | - | - | -- | - |
| República Dominicana | 0 | 0 | 0 | 1 | 1 | 0 | 3 | 0 | 3 | 8 | 15 | 3 |
| Panamá               | 0 | 0 | 0 | 1 | 1 | 1 | 0 | 1 | 2 | 6 | 12 | 6 |

LG: Bartolomé Fortunato (1-0)  LP: Gilberto Méndez (0-1)  

| Equipo         | 1 | 2 | 3 | 4 | 5 | 6 | 7 | 8 | 9 | C | H | E |
| -------------- | - | - | - | - | - | - | - | - | - | - | - | - |
| Estados Unidos | 0 | 0 | 0 | 1 | 0 | 0 | 1 | 0 | 0 | 2 | 5 | 0 |
| México         | 0 | 0 | 0 | 2 | 1 | 0 | 0 | 0 | x | 3 | 5 | 0 |

LG: Rolando Valdez (1-0)  LP: Jeffrey Márquez (0-1)  SV: Alan Guerrero (1)  

### Grupo B
| Pos | Equipo      | JG | JP | PCT   | JV | CA | CP |
| --- | ----------- | -- | -- | ----- | -- | -- | -- |
| 1   | Cuba        | 3  | 0  | 1.000 | -  | 22 | 16 |
| 2   | Canadá      | 2  | 1  | .666  | 1  | 14 | 14 |
| 3   | Venezuela   | 1  | 2  | .333  | 2  | 14 | 15 |
| 4   | Puerto Rico | 0  | 3  | .000  | 3  | 17 | 22 |

|  |                                |
|  | Clasificado a las semifinales. |
|  | Disputa juego por el 5° lugar. |
|  | Disputa juego por el 7° lugar. |

- Primera jornada

| Equipo      | 1 | 2 | 3 | 4 | 5 | 6 | 7 | 8 | 9 | C | H | E |
| ----------- | - | - | - | - | - | - | - | - | - | - | - | - |
| Canadá      | 0 | 1 | 1 | 0 | 0 | 0 | 2 | 1 | 0 | 5 | 8 | 1 |
| Puerto Rico | 0 | 0 | 0 | 1 | 0 | 0 | 0 | 1 | 2 | 4 | 9 | 0 |

LG: Shawn Hill (1-0)  LP: Julio Rodríguez (0-1)  SV: Dustin Molleken  
HRs:  CAN – Timothy Smith (1)
| Equipo    | 1 | 2 | 3 | 4 | 5 | 6 | 7 | 8 | 9 | C | H  | E |
| --------- | - | - | - | - | - | - | - | - | - | - | -- | - |
| Venezuela | 0 | 0 | 0 | 0 | 0 | 0 | 4 | 0 | 0 | 4 | 8  | 1 |
| Cuba      | 1 | 0 | 0 | 0 | 0 | 3 | 0 | 1 | x | 5 | 11 | 2 |

LG: Alberto Soto (1-0)  LP: Luis Torres (0-1)  
HRs:  CUB – José Abreu (1)
- Segunda jornada

| Equipo      | 1 | 2 | 3 | 4 | 5 | 6 | 7 | 8 | 9 | C | H  | E |
| ----------- | - | - | - | - | - | - | - | - | - | - | -- | - |
| Puerto Rico | 0 | 2 | 0 | 0 | 0 | 0 | 0 | 0 | 4 | 6 | 10 | 3 |
| Venezuela   | 0 | 1 | 1 | 1 | 2 | 0 | 0 | 4 | x | 9 | 17 | 3 |

LG: Jesús Yépez (1-0)  LP: Tomás Santiago (0-1)  
HRs:  VEN – José Alen (1), Antonio Granadillo (1)
| Equipo | 1 | 2 | 3 | 4 | 5 | 6 | 7 | 8 | 9 | C | H  | E |
| ------ | - | - | - | - | - | - | - | - | - | - | -- | - |
| Cuba   | 2 | 0 | 5 | 0 | 0 | 1 | 0 | 0 | 1 | 9 | 18 | 1 |
| Canadá | 0 | 0 | 0 | 1 | 0 | 2 | 0 | 1 | 1 | 5 | 9  | 0 |

LG: Yulieski González (1-0)  LP: Jay Johnson(0-1)  
HRs:  CUB – Frederich Cepeda (1), Alfredo Despaigne (1), José Abreu (2)
- Tercera jornada

| Equipo      | 1 | 2 | 3 | 4 | 5 | 6 | 7 | 8 | 9 | 10 | C | H  | E |
| ----------- | - | - | - | - | - | - | - | - | - | -- | - | -- | - |
| Puerto Rico | 0 | 1 | 0 | 0 | 4 | 0 | 0 | 0 | 0 | 2  | 7 | 10 | 0 |
| Cuba        | 1 | 0 | 4 | 0 | 0 | 0 | 0 | 0 | 0 | 3  | 8 | 13 | 3 |

LG: Vicyoandri Odelin (1-0)  LP: José de la Torre (0-1)  

| Equipo    | 1 | 2 | 3 | 4 | 5 | 6 | 7 | 8 | 9 | C | H  | E |
| --------- | - | - | - | - | - | - | - | - | - | - | -- | - |
| Canadá    | 0 | 0 | 0 | 1 | 2 | 1 | 0 | 0 | 0 | 4 | 10 | 2 |
| Venezuela | 0 | 0 | 0 | 0 | 0 | 0 | 0 | 0 | 1 | 1 | 6  | 2 |

LG: Dustin Molleken (1-0)  

### Juego por la 7ª y 8ª posición
Disputado por los equipos ubicados en el cuarto puesto en la primera ronda.
| Equipo      | 1 | 2 | 3 | 4 | 5 | 6 | 7 | 8 | 9 | C | H | E |
| ----------- | - | - | - | - | - | - | - | - | - | - | - | - |
| Puerto Rico | 1 | 0 | 0 | 0 | 0 | 1 | 0 | 1 | 0 | 3 | 5 | 2 |
| Panamá      | 0 | 1 | 0 | 0 | 1 | 0 | 0 | 0 | 0 | 2 | 6 | 2 |

LG: José de la Torre (1-1)  LP: Eliecer Navarro (0-2)  SV: Tomás Santiago  
HRs:  PUR – Hiram Bocachica (1)  PAN – Jonathan Vega (1)

### Juego por la 5ª y 6.ª posición
Disputado por los equipos ubicados en el tercer puesto en la primera ronda.
| Equipo               | 1 | 2 | 3 | 4 | 5 | 6 | 7 | 8 | 9 | C  | H  | E |
| -------------------- | - | - | - | - | - | - | - | - | - | -- | -- | - |
| República Dominicana | 0 | 3 | 0 | 1 | 1 | 2 | 0 | 3 | 4 | 14 | 20 | 2 |
| Venezuela            | 0 | 2 | 0 | 4 | 1 | 0 | 0 | 0 | 0 | 7  | 13 | 4 |

LG: Francisco Cruzeta (1-0)  LP: Luis Torres (0-2)  

## Segunda ronda
|  | Semifinales           | Semifinales           |   |                       | Final                 | Final |  |
|  |                       |                       |   |                       |                       |       |  |
|  |                       |                       |   |                       |                       |       |  |
|  | 24 de octubre de 2011 |                       |   |                       |                       |       |  |
|  | Estados Unidos        | 12                    |   |                       |                       |       |  |
|  | Cuba                  | 10                    |   |                       |                       |       |  |
|  |                       |                       |   |                       |                       |       |  |
|  |                       |                       |   |                       | 25 de octubre de 2011 |       |  |
|  |                       |                       |   |                       | Estados Unidos        | 1     |  |
|  |                       | Canadá                | 2 |                       |                       |       |  |
|  |                       |                       |   |                       |                       |       |  |
|  |                       |                       |   |                       |                       |       |  |
|  |                       |                       |   |                       | Tercer lugar          |       |  |
|  | 24 de octubre de 2011 | 24 de octubre de 2011 |   | 25 de octubre de 2011 | 25 de octubre de 2011 |       |  |
|  | Canadá                | 5                     |   | Cuba                  | 10                    |       |  |
|  | México                | 3                     |   |                       | México                | 8     |  |

### Semifinales
| Equipo         | 1 | 2 | 3 | 4 | 5 | 6 | 7 | 8 | 9 | C  | H  | E |
| -------------- | - | - | - | - | - | - | - | - | - | -- | -- | - |
| Estados Unidos | 0 | 5 | 2 | 5 | 0 | 0 | 0 | 0 | 0 | 12 | 11 | 1 |
| Cuba           | 0 | 0 | 2 | 2 | 0 | 2 | 1 | 3 | 0 | 10 | 15 | 1 |

LG: Randall Williams (1-0)  LP: Freddy Álvarez (0-1)  SV: Scott Patterson (1)  
HRs:  CUB – Rudy Reyes (1)
| Equipo | 1 | 2 | 3 | 4 | 5 | 6 | 7 | 8 | 9 | C | H  | E |
| ------ | - | - | - | - | - | - | - | - | - | - | -- | - |
| Canadá | 0 | 2 | 0 | 0 | 2 | 1 | 0 | 0 | 0 | 5 | 10 | 1 |
| México | 3 | 0 | 0 | 0 | 0 | 0 | 0 | 0 | 0 | 3 | 5  | 0 |

LG: Shawn Hill (2-0)  LP: Héctor Rodríguez (0-1)  SV: Christopher Kissock (1)  
HRs:  CAN – Skyler Stromsmoe (1)  MEX – Jorge Guzmán (1)

### Juego por la medalla de bronce
| Equipo | 1 | 2 | 3 | 4 | 5 | 6 | 7 | 8 | 9 | C | H  | E |
| ------ | - | - | - | - | - | - | - | - | - | - | -- | - |
| México | 0 | 0 | 0 | 0 | 0 | 0 | 0 | 0 | 0 | 0 | 8  | 2 |
| Cuba   | 2 | 1 | 0 | 2 | 0 | 1 | 0 | 0 | x | 6 | 10 | 0 |

LG: Miguel González (0-1)  LP: Walter Silva (0-1)  
HRs:  CUB – Alfredo Despaigne (2), José Abreu (3), Yulieski Gourriel (1)

### Juego por la medalla de oro
| Equipo         | 1 | 2 | 3 | 4 | 5 | 6 | 7 | 8 | 9 | C | H | E |
| -------------- | - | - | - | - | - | - | - | - | - | - | - | - |
| Canadá         | 0 | 0 | 0 | 0 | 0 | 2 | 0 | 0 | 0 | 2 | 7 | 0 |
| Estados Unidos | 1 | 0 | 0 | 0 | 0 | 0 | 0 | 0 | 0 | 1 | 6 | 0 |

LG: Andrew Albers (1-0)  LP: Andrew van Hekken (1-1)  SV: Scott Richmond (1)  

## Medallero
| Pos. | Equipo                     | Clasificación             |
| ---- | -------------------------- | ------------------------- |
|      | Canadá (CAN)               | Juegos Panamericanos 2015 |
|      | Estados Unidos (USA)       | Juegos Panamericanos 2015 |
|      | Cuba (CUB)                 |                           |
| 4    | México (MEX)               |                           |
| 5    | República Dominicana (DOM) |                           |
| 6    | Venezuela (VEN)            |                           |
| 7    | Puerto Rico (PUR)          |                           |
| 8    | Panamá (PAN)               |                           |